# Астрономическая обсерватория Львовского университета
Астрономическая обсерватория Львовского национального университета имени Ивана Франко — украинская астрономическая обсерватория, расположенная в городе Львов на высоте 350 метров над уровнем моря.
На месте современной обсерватории во второй половине XVIII века в течение 12 лет тоже действовала обсерватория: построена в 1771 году, закрыта в 1783 году, здание разобрано.
В XX веке была создана наблюдательная база в 7 км к северо-западу от Львова, а дирекция и кабинеты сотрудников отделов размещены в корпусе Физического факультета Львовского национального университета имени Ивана Франко.

## Руководители обсерватории (Профессора, директора)
- 1753—1769 гг — Томаш Секежинський (1720—1777) — профессор кафедры
- 1770—1773 гг — Себастиан Сераковський (1743—1824) — первый директор обсерватории
- в 1770-х годах Львовской обсерваторией заведовал Йозеф Лесганиг (1719—1799)
- 1769—1802 гг — Людвик Гошовский (1732—1802) — профессор кафедры
- 1932−1945 гг — Эугениуш Рыбка
- 1946—1953 гг — В. Е. Степанов
- 1953—1959 гг — Эйгенсон, Морис Семёнович
- 1957—1961 гг — С. А. Каплан (заместитель директора Астрономической обсерватории Львовского университета)
- с начала 1960-х по 2000-е года — Логвиненко Александр Алексеевич — директор обсерватории;
- в настоящее время — Новосядлый Богдан Степанович — директор обсерватории

## История до создания обсерватории
В 1752 году иезуиты открыли в Вильнюсе первую в Речи Посполитой университетскую обсерваторию. В 1758 году приверженец иезуитов король Август III подтвердил диплом Львовского университета за 1661 год, в следующем году он был утверждён папой, и таким образом Львовский университет впервые получил полноценный официальный статус. Покровителем университета и иезуитов выступал религиозный деятель Вацлав Иероним Сераковский (1700—1780), который с 1760 года занимал должность архиепископа львовского. Вацлав Иероним Сераковский, обладающий значительными материальными средствами, с рвением взялся за ремонт и перестройку латинской кафедры, наведение порядка во львовских приходах. В этом ему помогал каноник из Бжозов, отец Доминик Лысогорский, что в 1763 году разработал план города. В 1764 году Лысогорский в имении Сераковского в предместье Львова Оброшино осуществил астрономические наблюдения затмения Солнца с помощью астрономических часов, квадранта с зрительной трубкой и микрометров, а также телескопа Ньютона. Именно ксёндз Лысогорский упоминается в протоколах Парижской Академии наук за 1764 год. Приобретение инструментов, очевидно, было профинансировано В. Е. Сераковским.

## Создание обсерватории
Перед коллегиумом встал вопрос о построении приспособленного помещения для обсерватории. Упоминание о строительстве обсерватории находим в архивном сборнике выдержек из львовских городских актовых книг по деятельности ордена иезуитов во Львове (ЦГИА фонд № 52, Описание № 1, Дело № 234): «Года 1771, дня 27 апреля, иезуитский коллегиум, желая построить во Львове астрономическую обсерваторию, добивался от города разрешения на разрушение старой калитки, зато счёт коллегиум построить новую вместе с астрономической обсерваторией, на что город Львов, с приобщением королевского согласия, дал разрешение добавив такое условие, чтобы когда эта обсерватория впоследствии не будет необходимой для использования в учебных целях, вернуть его городу». Город давал на выполнение работ четыре недели, дополнительно потребовав от иезуитов обустроить прилегающую территорию, самим разработать проект и разместить на калитке гербы города, а не иезуитские. Этот факт подтверждает другой архивный документ, фотокопия латиноязычной рукописи Велевича «История Львовской коллегии иезуитов», где указано: "15 мая 1771 преподобный каноник Мошинский получил от превелебного отца Доминика Зельонкы должность управляющего Коллегиума. В течение мая Коллегиум построил астрономическую обсерваторию на городской почве, перед тем заключив с городом надлежащую соглашение, а также составив соответствующие двусторонние договоры. На стены того строения отец Себастьян Сераковский ордена иезуитов с согласия настоятелей первых внёс 10 тысяч польских злотых. Остальные расходы Коллегиум взял на себя … ". Проект был заключён Себастианом Сераковским, племянником архиепископа Сераковського, что пожертвовал со своего наследия деньги на строительство. Сейчас первоначальный проект найти не удалось, но, очевидно, именно его в межвоенное время использовал для воспроизведения дома обсерватории при создании подробного макета-реконструкции Львова архитектор Витвицкий. На макете видно, что обсерватория имела вид двухэтажной гранёной башни, с плоской площадкой вместо крыши, имела винтовой вход от костёла иезуитов. Кто же был наблюдателем в этой обсерватории? По свидетельству историка С. Заленского с 1771 г. в Львовском университете открыли отдельную кафедру математики и астрономии и ввели отдельный курс астрономии, после чего общий комплекс наук, что преподавали во Львове, не уступал другим. Профессором на этой кафедре был Людвик Гошовский (1732—1802), который в 1766-68 гг. изучал математику в Вене. Причастным к обсерватории также упоминается Томаш Секежинский (1720—1777), который был профессором математики и архитектуры во Львове с 1753 по 1769, воспитанник Пражского университета. Архитектор и меценат обсерватории, иезуит С. Сераковський (1743—1824) учился математики и теологии во Львове с 1764 по 1767, затем учился в Вене и Риме. В 1770 году молодой учёный вернулся в родной город на должность ассистента профессора математики и астрономии Л. Гошовского. Скорее всего, он лично принимал участие в наблюдениях, также именно его можно считать первым директором Львовской астрономической обсерватории. Впоследствии Сераковський стал известным архитектором, церковником и ректором Краковской академии.

## Упадок первой Львовской обсерватории
За два следующих после основания львовской обсерватории года произошло много событий, резко изменивших лицо Львова и Львовского университета. В 1772 году по соглашению между Российской империей, Австро-Венгерской монархии и прусским королевством Речь Посполитую поделили на части. Львов вместе с Восточной Галицией попал под владычества Австрии. Ещё через год — второе важное событие: папа римский Климент XIV отменил орден иезуитов, данный указ был в том же году утверждён практически всеми европейскими монархами, за исключением Екатерины II. Для львовских иезуитов это означало отход имущества и недвижимости в государственную казну и потерю административного контроля над университетом. Это был очень сильный удар, и уже через год из указанных выше преподавателей во Львове не остался ни один, студенты тоже разбежались, а Себастьян Сераковський выехал в Краков.
Австрийские власти намеревались осуществить административные реформы на полученных территориях, и направляли кадры для выполнения этой задачи. В университете, а заодно и на обсерватории стали появляться новые люди. Это, например, Йозеф Лесганиг (1719—1799) — экс-иезуит, что до отмены ордена был префектом астрономической обсерватории в Вене. С присоединением Галиции в Австрию он получил от австрийского правительства задание картографировать новые территории. В этом задании ему ассистировал молодой учёный Франц Ксавер фон Цах. Именно во Львове Цах начал карьеру выдающегося астронома: потом он основал 1787 году в Зеебергу (Гота) самую современную на тот момент по оснащению обсерваторию, издавал один из первых регулярных астрономических журналов — «Ежемесячная корреспонденция» («Monatlische Corespodenz»). Также именно ему принадлежит инициатива организации первого в истории съезда астрономов. Историк астрономии профессор П. Броше из астрономической обсерватории Бонна в 1984 г в статье «Астроном Герцогини», посвящённой 150-летию смерти Цаха, утверждает, что в 1776 г. он работал во Львовской астрономической обсерватории.

## Письмо Цаху от галицкого мещанина
В журнале Цаха «Monatlische Correspodenz», том 4, ноябрь 1801 г., страницы 547—558, находим интересные свидетельства о львовской астрономии. Неизвестный галицкий мещанин обращается 16 сентября 1801 с письмом к Цахе, где описывает состояние Львовской обсерватории, коря упадок и отсутствие меценатской поддержки. Приводим письмо прямой речью. «… Когда ещё существовал орден иезуитов, со Львовским коллегиумом была связана Львовская обсерватория, которая была довольно хорошо обеспечена астрономическими инструментами. Во время астрономически-тригонометрической съёмки Галичины патером Лесганигом, все треугольники, которые служили сеткой для карты, сводились на меридиан этой обсерватории. Позже эту астрономическую башню совсем разрушили, так что от неё не осталось и следа. Лишь на публичной библиотеке можно увидеть 8-ми футовый настенный квадрант. Но никто не мог меня проинформировать, когда и кем был изготовлен этот инструмент. В библиотеке есть также один трехфутовый и один двухфутовый квадрант. И опять же неизвестно, когда и какие наблюдения проводились с их помощью. Возможно именно ими пользовался патер Лесганиг для определения географических координат г. Львова. Также здесь достаточно астрономических маятниковых часов, среди которых есть английские (фирмы Трагале), хотя за их ходом не следят и они не служат ни коим астрономическим потребностям. Эти часы раздали разным профессорам и они служат украшением их комнат. У Патера Лесганига, которому было доверено руководство обсерваторией, был так перегружен большим количеством писанины, что со времени окончания галицкой карты, которая, кстати, была его последней работой, не было времени на практическую астрономию. Патер Каспар, способности и обширные знания которого достаточно известны, и который помогал в картографировании Галичины, также был потерян для астрономии из-за загруженности разносторонними служебными делами. Поскольку здесь есть так много хороших астрономических инструментов и часов, очень жаль, что они не используются и в ящиках или футлярах ржавеют или покрываются медянкой, тем более, что при университете ещё существуют крепкие башни, которые было бы целесообразно оборудовать с незначительной затратой средств этими инструментами, которые могли бы служить и для нужд практической астрономии. Не смогли бы Вы, через тот, широко популярный журнал, который и здесь читают, размышляют, пробудить внимание к этому предмету и помочь университету, городу и своей бывшей астрономической обсерватории. Если бы Вы это сделали, тогда бы уже нашлись любители, которые с большим удовольствием вложили бы свой вклад в создание астрономической обсерватории и получили бы себе этим заслугу …».

## Ответ Цаха
На это критическое послание дал ответ сам Ф.фон Цах: «Это хорошо известная мне, теперь снесённая Львовская астрономическая обсерватория, на которой я сам делал наблюдения 25 лет назад. Обсерватория состояла из одной, построенной над въездом, малой восьмиугольной башни, которая непосредственно соединялась с иезуитским коллегиумом винтовыми лестницами. Она состояла из просторного салона с высокими окнами, плоской крыши, с которого был открыт горизонт (перспектива). Эта обсерватория возникла задолго до начала австрийского владения Галичиной в 1772 г. О её работе мало что известно, кроме единственного астрономического наблюдения солнечного затмения (кольцеобразного), которое 1 апреля 1764 лично наблюдал и о котором сообщил патер иезуитов Лысогорский. Об этом можно узнать из „Венских астрономических эфемерид“ за 1765 год на стр. 356 и из Парижского за 1776 год на стр. 60. Патер Лысогорский был учеником патера Гелла цесарско-королевской университетской обсерватории. При патере Лесганигу в астрономической обсерватории иезуитского коллегиума были два иезуита из польской провинции — п. Газсовский и п. Яшембовский, которые совершенствовали себя в практической астрономии. Когда патер Лесганиг получил в 1772 г. от австрийского правительства задание изготовить карту новопереданного Королевства Галиции и Льодомирии, он приказал перевезти большую часть астрономических инструментов с тогдашней астрономической обсерватории Венского иезуитского коллегиума во Львов, где намеревался оборудовать новую астрономическую обсерваторию (об этом можно узнать в „Берлинских литературных новостях“).
Лучшие инструменты, которые Лесганиг поручил перевезти, были: квадрант 2,5 фута, десятифутовый зенитный телескоп, маятниковые часы Грагама, то есть те инструменты, которыми он делал триангуляции Австрии и Венгрии в 1762—1769 годах. Топографическая съёмка Галичины выполнена под руководством Лесганига (не без протестов ряда знатных невежд и землемеров) по известному единственно правильным астрономически-тригонометрических методом. Были измерены три очень длинные базы. Вся территория площадью 1400 квадратных миль была разбита на сетку треугольников. Измерения выполнялись квадрантам от 7 до 12 дюймов с микроскопическими внешними микрометрами, которые давали отсчёт 2 угловые секунды. Сетка привязывалась к астрономической обсерватории Львова, к башне на Краусовий горе возле Кракова и к башне княжеского дворца Любомирских в Ряшева (Жешув). Результатом этих измерений стала большая карта Лесганига, состоящая из 94-х листов (каждый размером 2×2,5 фута). В 1786 г. эта карта по приказу австрийского правительства была сведена к меньшему формату (в 16 раз) Иоганном фон Лихтенстерном. Готфрид Пристер выгравировав её на меди. У нас есть её один экземпляр. Что касается географических координат Львова, то Лесганиг определил его широту и долготу, но наблюдения, по которым это было получено, не обнаружены. Мы заканчиваем здесь со страстным желанием, чтобы патриотические и доброжелательные предложения наших корреспондентов принесли ожидаемые результаты. Память о великих людях, которые своё влияние, свой авторитет и свои силы отдавали для распространения действительно умных и полезных знаний и тем послужить человечеству не могут никогда погибнуть, их имена стоит записать на небосклоне неугасимыми буквами».
Здесь приведены отрывки прямой речи, так как они чрезвычайно точно и исчерпывающе свидетельствуют о состоянии и деятельности Львовской обсерватории. Цитаты также подтверждают тот факт, что астрономические наблюдения во Львове проводились значительно раньше, чем появилось само здание обсерватории. После реформирования Львовского университета австрийским правительством, астрономия в течение долгого времени составляла один из разделов физики. Некоторые из профессоров, которые читали курс физики, писали научные и научно-популярные курсы лекций по астрономии.

## Последние годы работы первой Львовской обсерватории
В 1777 году городские стены снесли, но здание обсерватории оставшуюся иезуитской калиткой перестроили в ворота, чтобы через неё могли проезжать кареты и повозки. В 1784 году Университет снова реформировали по инициативе кайзера Иосифа II, на этот раз реформы были гораздо более радикальные, так появился австрийский университет имени Йозефа II, Йозефинський университет. В фундацийнном дипломе этого университета обсерватория уже не упоминается, значит, наверное, она уже свернула свою деятельность.
Последнюю память о первой обсерватории можно найти в истории университета (Historia Uniwersytetu Lwowskiego / L. Finkel, S. Starzynski — Lwow — 1894, s. 47), где цитируется запрос с наружной канцелярии губернатора, датированный 1783 годом, относительно желаемого места закладки нового дома для астрономической обсерватории, так как на тот момент северная и восточные части неба закрыты для обзора, а проезд тяжёлых карет через ворота приводит к дрожаниям инструментов и мешает магнитным наблюдением. Очевидно, что старую обсерваторию в этом же году и разобрали, а новую так и не построили.
Таким образом, в первом своём появлении Львовская обсерватория просуществовала всего лишь чуть больше десяти лет, но и за это время успела дать толчок молодым учёным Цаху и Сераковському, получить определённый авторитет.

## Постройка обсерватории в XX веке
Судя по астрометрическим наблюдениям, в 1924 году обсерватория уже действовала, а с 1949 по 1958 года проводились активные наблюдения. Расположена новая наблюдательная база рядом с посёлком городского типа Брюховичи (в Шевченковском районе Львова). Астрономическая обсерватория Львовского университета принимала участие в рамках Международного Года Геофизики (1957—1959 гг) в программах: «геомагнетизм, ракеты и спутники». В 2006 году Астрономическая обсерватория принимала участников украинского Астрофеста.

## Инструменты в XVIII веке
- астрономические маятниковые часы, среди которых есть английские (фирмы Трагале)
- 8-футовый настенный квадрант
- трехфутовый и двухфутовый квадрант
- квадрант с зрительной трубкой и микрометрами
- телескоп Ньютона

Привёз пастер Лесганиг в 1770-х годах:
- квадрант 2,5 фута
- десятифутовый зенитный телескоп
- маятниковые часы Грагама

## Инструменты ХХ-го и XXI века
- Лазерный дальномер, телескоп системы Кассегрена-Кудэ, ТПЛ-1М (D=1 м, F=11.6 м);
- Объектив Уран-9 (D=10 см, F=25.5 см)
- Солнечный хромосферно-фотосферный телескоп АФР-2 с интерференционно-поляризационным фильтром, 1957 г., производитель — ЛОМО, (D=25.5 см, F=5.4 м);
- ФГ-1, Фотогелиограф Максутова, 1948 г., производитель — ЛОМО (D=10 см, F=8.8 м);
- Телескоп-рефлектор АЗТ-14 (D=48 см, F=7.7 м).

## Современных направления исследований
- физика Солнца и солнечная активность;
- физика звёзд, газовых туманностей и звёздных скоплений;
- космология: происхождение галактик и формирование крупномасштабной структуры Вселенной;
- оптические наблюдения искусственных спутников Земли.

## Основные достижения
- Измерения географических координат г. Львова и окрестностей (Галицкая карта, триангуляция) — Йозеф Лесганиг в 1770-х годах.

## Известные сотрудники
- Йозеф Лесганиг (1719—1799) — в 1770-х годах работал во Львовской обсерватории
- Цах, Франц Ксавер фон (1754—1832) — австрийский астроном, в 1776 году работал во Львовской обсерватории
- Франтишек Гюссман (1741—1806) с 1774 г. преподавал физику во Львовском университете
- Каплан, Самуил Аронович — 1948—1961 гг преподаёт во Львовском государственном университете, доктор наук, 1957—1961 — профессор кафедры теоретической физики университета, заместитель директора Астрономической обсерватории университета.
- Климишин, Иван Антонович — в 1958—1974 работал в обсерватории Львовского университета (с 1961 — зав. отделом, в 1962—1970 — зам. директора по научной работе).[4]
- Степанов, Владимир Евгеньевич — в 1946—1949 годах работал в астрономической обсерватории Львовского университета. Сконструировал вертикальный солнечный телескоп со сферическим зеркалом.[5]

## Интересные факты
Если считать 1771-й годом основания Львовской обсерватории, то получается, что она является 6-й в мире астрономической обсерваторией (официальным специализированным учреждением), созданной в телескопическую эпоху после Парижской (1671 год), Гринвичской (1675 год), Берлинской (1700 год), Петербургской (1726 год) и Вильнюсской (1753 год) обсерваторий.

## Адрес
- Астрономическая обсерватория Львовского Национального Университета: Украина, Львов, ул. Кирилла и Мефодия, д.8